# Test Goldfelda–Quandta
Test Goldfelda–Quandta (ang. Goldfeld–Quandt test) –  test statystyczny służący do badania heteroskedastyczności rozkładu błędów modelu regresji liniowej. Założenie o homoskedastyczności rozkładu jest jednym z podstawowych założeń analizy regresji. Twórcami testu są Stephen Goldfeld oraz Richard Quandt, którzy pomysł na nową procedurę statystyczną przedstawili w artykule z 1965 r. pt. Some tests for homoscedasticity.